# 庫泰特勒
庫泰特勒是瑞士的城鎮，位於該國西北部，由汝拉州負責管轄，面積13.57平方公里，海拔高度441米，2011年人口2,415，八成人口信奉羅馬天主教，人口密度每平方公里178人。

## 外部連結
- http://www.courtetelle.ch （页面存档备份，存于）